# Patiparn Phetphun
Patiparn Phetphun (Thai: ปฎิภาณ เพ็ชรพูล, * 25. September 1980 in Kanchanaburi), auch als Tob bekannt, ist ein ehemaliger thailändischer Fußballspieler.

## Karriere

### Fußballspieler

#### Verein
Die Karriere von Patiparn begann 2001 bei der TOT, für die er bis 2004 spielte. In seiner letzten Saison für den Verein, 2003/04 konnte er mit der Mannschaft die Meisterschaft zur zweiten Liga gewinnen. Im Anschluss daran wechselte er zur Bangkok University, mit der er 2006 die Meisterschaft erringen konnte. Der Gewinn der Meisterschaft berechtigte zur Teilnahme an der AFC Champions League und er konnte seine ersten Erfahrungen auf internationaler Vereinsebene sammeln. 2008 wechselte er zur PEA, mit der er in seiner ersten Saison ebenfalls Meister werden konnte. Der Verein scheiterte an der Qualifikation zur Champions League und spielte 2009 im AFC Cup. Die Gruppenphase konnte jedoch nicht überstanden werden.

#### Nationalmannschaft
2007 bestritt Patiparn sein erstes Länderspiel für Thailand. Er nahm mit der Nationalmannschaft an der Endrunde zu den Fußball-Asienmeisterschaften teil. Ein Jahr gehörte er zum Kader der Mannschaft für die ASEAN-Fußballmeisterschaft und erreichte mit der Elf das Finale.

## Erfolge

### Spieler

#### Verein
TOT SC
- Thailändischer Zweitligameister: 2003/04  ▲

Bangkok University FC
- Thailändischer Meister: 2006

PEA FC
- Thailändischer Meister: 2008

#### Nationalmannschaft
Thailand
- ASEAN-Fußballmeisterschaft: 2008 (Finalist)

## Trainer
Im Juli 2023 unterschrieb er einen Vertrag als Assistenztrainer beim Zweitligisten Samut Prakan City FC eingestellt. Hier steht er an der Seite des Cheftrainers Tana Chanabut.